# Zeebeertje
Het zeebeertje (Echiniscoides sigismundi) is een beerdiertje uit de familie Echiniscoididae en het geslacht Echiniscoides. De wetenschappelijke naam van de soort werd voor het eerst geldig gepubliceerd door Ludwig Hermann Plate in 1889.
Het zeebeertje is een van de vier soorten beerdiertjes die voorkomen op de stranden van Nederland.